# آیین‌های طهارت زرتشتی
آیین‌های طهارت زرتشتی آیین‌ها و مناسکی هستند که به‌طور آیینی از سوی زرتشتیان برای پاکیزگی و اجتناب از آلودگی بکار می‌روند. از این مناسک می‌توان به شستن چهره دست‌ها و پاها پیش از نمازهای پنج‌گانه اشاره کرد. آب روان و آفتاب نیز در دین زرتشتی طاهر و پاک‌کننده به‌شمار می‌روند. ویلیام جکسون از پژوهشگران آیین‌های باستانی در کتاب خود بنام <<پژوهشهای زرتشتی>> عنوان می‌کند که: «کمتر دینی به اندازه دین ایرانیان بر لزوم پاکیزه نگاهداشتن تن و روان تأکید می‌کند».  در مزدیسنا به دلیل اینکه پلیدی‌ها و آلودگی‌ها ناشی از انگره مینو است باید برای از میان برداشتن آن کوشش کرد. آب روان در این دین اگرچه طاهر است اما باید پاکیزگی آن را نیز حفظ نمود. به این ترتیب که باید پس از خشک نمودن آثار آلودگی با نور خورشید یا ماسه آن را با آب روانی که از منشأ مانند چاه یا چشمه جدا شده‌است پاکیزه نمود و نباید گذاشت که آلودگی با آب روان تماس مستقیم پیدا کند.